# Mohamed Amine Ben Hamida
Mohamed Amine Ben Hamida (arabisch محمد أمين بن حميدة, DMG Muḥammad Amīn b. Ḥamīda; * 15. Dezember 1995 in Tunis) ist ein tunesischer Fußballspieler.

## Karriere

### Klub
Er startete seine Karriere in der Jugend von Espérance Tunis und ging dort von der U21 zur Saison 2016/17 fest in die erste Mannschaft über. Von dort wurde er aber direkt bis zum Saisonende zu Olympique de Béja verliehen. In der nächsten Saison ging es erneut per Leihe nun zu AS Soliman, wo er sogar diesmal bis zum Ende der Saison 2018/19 verblieb. Seitdem ist er wieder bei seinem Stammklub.

### Nationalmannschaft
Seinen ersten bekannten Einsatz für die tunesischen A-Nationalmannschaft hatte er am 30. November 2021, bei dem 5:1-Sieg über Mauretanien in der Gruppenphase des FIFA-Arabien-Pokal 2021. Danach kam er in jeder weiteren Partie der Mannschaft bei diesem Turnier zum Einsatz. Anschließend stand er auch im Kader der Mannschaft beim Afrika-Cup 2022, erhielt dort jedoch keinen Einsatz.